# Иницијација
Иницијација (или увођење, посвећење) је систем обреда, обичаја правила и норми којим се служе традиционална друштва како би из периода детињства дечаке увели у нову улогу мушкарца, а девојке у нову улогу жене. Ритуали иницијације често су праћени излагању тешким искушењима (излагање дуготрајној самоћи, глади, жеђи, обрезивање и сл.) што има симболичку улогу раскидања едипалне везаности и укључивање у свет одраслих. 
Поред наведеног, иницијација значи и извођење симболичких обреда којима се нека особа први пут уводи у неко тајно друштво, секту или организацију. Тада посвећеник, којем су откривена света знања и тајне, обично добија ново име или се упознаје са тајним знацима препознавања што се тумачи као ново „духовно рођење”.